# Penicillium marneffei
P. marneffei è l'agente eziologico della penicilliosi, malattia disseminata a carico del sistema reticolo endoteliale che colpisce soprattutto le persone con HIV.

## Struttura
P. marneffei è un fungo patogeno opportunista dimorfico. 
- Le ife crescono a 25 °C, presentano molti conidiofori e producono un pigmento rosso diffusibile in Sabouraud dextrose agar
- I lieviti crescono a 37 °C, hanno una forma globosa del diametro di 3 - 8 µm, divisi da un caratteristico setto di divisione

## Epidemiologia
Il fungo è endemico nel sud-est asiatico, dove cresce nel suolo umido e infesta il ratto del bambù. Il fungo non è in grado di colonizzare i soggetti sani con una buona immunità cellulo mediata; la patologia si evidenzia solo nei soggetti immuno depressi.

## Profilo clinico
La fase prodromica può essere asintomatica o accompagnata da sintomi simil influenzali aspecifici. Tosse, febbre, infiltrato polmonare, linfoadenopatia, anemia, leucoplachia e trombocitopenia si manifestano con il progredire della malattia.
Le fasi finali sono caratterizzate da lesioni cutanee su viso e tronco, simili al mollusco contagioso. Queste manifestazioni sono indice di disseminazione ematica.
Il quadro clinico procede con cachessia, anoressia e astenia progressiva; queste manifestazioni si concludono con la morte del soggetto immunodepresso.

## Profilo diagnostico
Nell'espettorato e nel lavaggio bronco-alveolare possono essere evidenziati i caratteristici lieviti settati. 
La crescita in Sabouraud dextrose agar di forme ifali producenti pigmento rosso diffuso è patognomonico dell'infezione da P. marneffei.

## Terapia, prevenzione e controllo
Sono consigliati amfotericina B e flucitosina per 2 settimane dalla diagnosi di infezione. La terapia deve continuare per 10 settimane sostenuta da itraconazolo.